# Institut Ramon Berenguer IV
Institut Ramon Berenguer IV és una obra d'Amposta (Montsià) inclosa a l'Inventari del Patrimoni Arquitectònic de Catalunya.

## Descripció
Edifici d'una sola alçada articulat en forma d'H, que dona com a resultat un conjunt d'espais diferenciats, seguint, però, un endreçat esquema funcional. La forma en H permet dividir el programa funcional per zones, ben il·luminades i ventilades. El cos central conté un pati central que fa de distribuïdor i il·lumina tot el vestíbul. Els braços més llargs es destinen a aules i els més curts acullen les dependències comunes. Els accessos i els espais que s'allarguen a banda i banda s'organitzen a l'àrea central administrativa. Tot I 'edifici està revestit amb estuc, trencat puntualment per murs de paredats de pedra del lloc.
Les cobertes expressen l'estructura funcional de l'edifici i determinen la seva imatge fabril: les que il·luminen tallers i laboratoris estan formades per dents de serra; aquelles que cobreixen les aules teòriques són a dos aigües, de vessants desiguals; i les de la resta de dependències són planes.

## Història
El projecte original correspon a un Institut Laboral, un pla de desenvolupament iniciat durant el franquisme pel Ministerio de Educación Nacional.